# 180 a.C.

## Eventos
- Aulo Postúmio Albino Lusco e Caio Calpúrnio Pisão, cônsules romanos. Com a morte de Pisão, Quinto Fúlvio Flaco, seu enteado, foi nomeado cônsul sufecto.
- Continua guerra dos romanos na Ligúria, parte da Gália Cisalpina.
- Segundo ano da Primeira Guerra Celtibera. O principal comandante romano é Quinto Fúlvio Flaco.

## Nascimentos
- Viriato, um dos principais líderes dos lusitanos